# Progebiophilus chapini
Espèce
Progebiophilus chapini est un crustacé isopode. Le nom de cette espèce commémore l'ornithologue américain James Paul Chapin (1889-1964).